# Cléopâtre (film, 1910)
Pour les articles homonymes, voir Cléopâtre (film) et Cléopâtre.
Pour plus de détails, voir Fiche technique et Distribution.
Cléopâtre est un film muet français réalisé par Henri Andréani et Ferdinand Zecca d'après la pièce de William Shakespeare, sorti en 1910.

## Fiche technique
- Titre français : Cléopâtre
- Réalisation : Henri Andréani et Ferdinand Zecca
- Scénario :
- Photographie :
- Montage :
- Producteur :
- Société de production : Série d’Art Pathé frères (SAPF)
- Société de distribution :  Pathé Frères
- Pays d'origine :  France
- Langue : film muet avec les intertitres en français
- Métrage : 355 mètres dont 315 en couleurs
- Format : Noir et blanc — 35 mm — 1,33:1 — Muet
- Genre : Drame, historique et biopic
- Durée : 11 minutes 50
- Dates de sortie :
  -  France : 18 mars 1910

## Distribution
- Madeleine Roch : Cléopâtre
- Jeanne Bérangère
- Stacia Napierkowska : Le messager